# Carabinieri
För travhästen med liknande namn, se Carabinieri (travhäst).

Heraldiskt vapen

Carabinieri, egentligen Arma dei Carabinieri, karabinjärer, är Italiens gendarmeri som är en militär organisation med huvudsakligen polisiära uppgifter i fredstid. Den utgör sedan år 2000 en självständig gren av Italiens väpnade styrkor, vid sidan av armén, marinen och flygvapnet, och lyder under försvarsministeriet (italienska: Ministero della difesa) med visst inflytande även av inrikesministeriet (italienska: Ministero dell'interno) när det gäller upprätthållande av den allmänna ordningen och medborgarnas säkerhet i civilsamhället men Carabinieri kan också av regeringen tilldelas fredsbevarande uppgifter utomlands inom utrikesmisteriets (italienska: Ministero degli affari esteri) ansvarsområde. Carabinieri skiljer sig organisatoriskt från finans- och tullpolisen Guardia di Finanza som är en militärt organiserad gren av polisen och lyder direkt och endast under finansministeriet (italienska: Ministero dell'economia e delle finanze).

## Uppdrag
- Upprätthålla allmän ordning och säkerhet
- Utreda brott
- Särskilt uppdrag att bekämpa brott mot konsumentskyddslagstiftningen, hälsovårdslagstiftningen, miljölagstiftningen och kulturminneslagstiftningen
- Militärpolis
- Medverka i det militära försvaret och befolkningsskyddet

Karabinjärerna har sin tyngdpunkt på landsbygden och i de största städerna, medan  Polizia di Stato har sin tyngdpunkt i städer av alla storlekar.
Corazzieri är ett elitförband inom Carabinieri som vaktar Italiens president och fungerar som både dennes livgarde och livvakt.

## Organisation

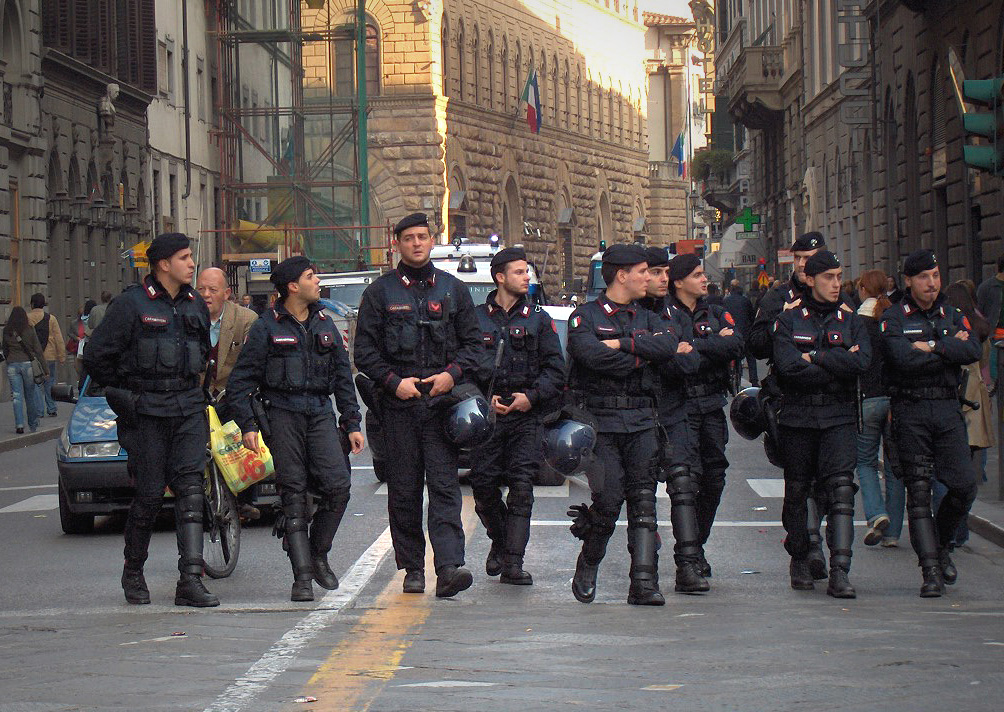
Carabinieri i Florens den 12 oktober 2005.

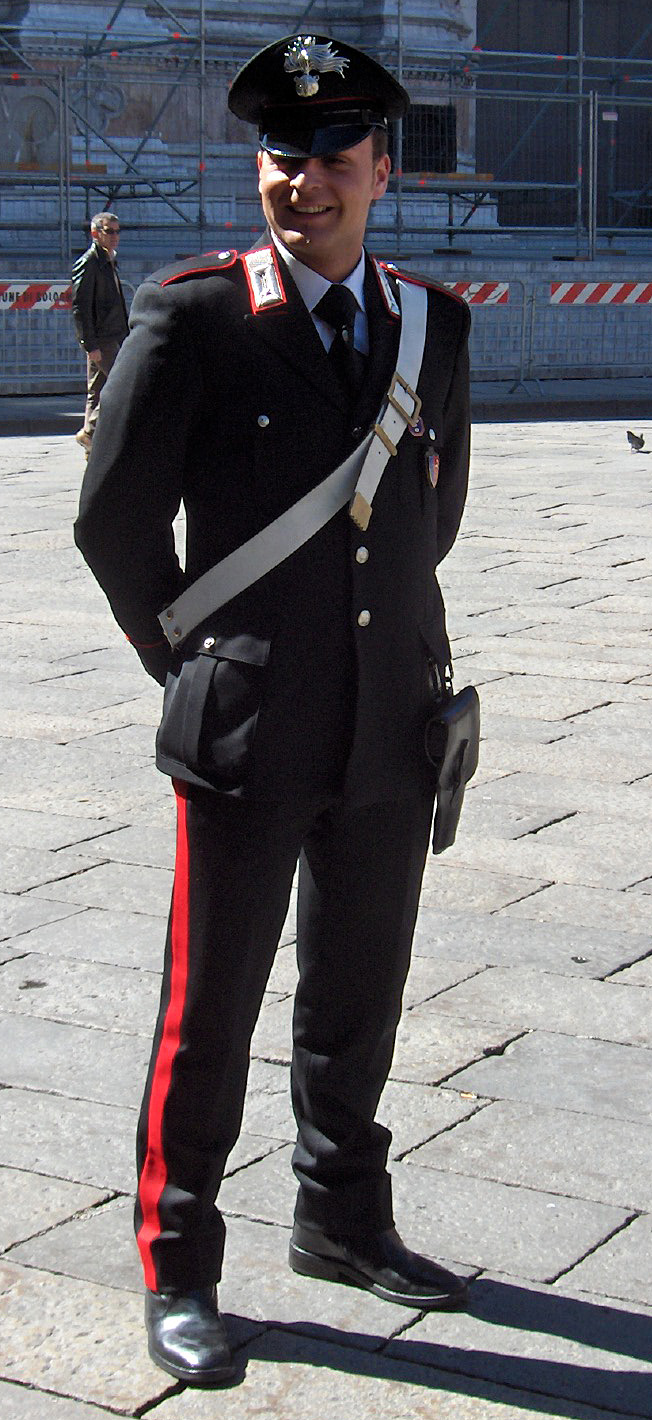
En Carabiniere i Bologna den 4 april 2006.

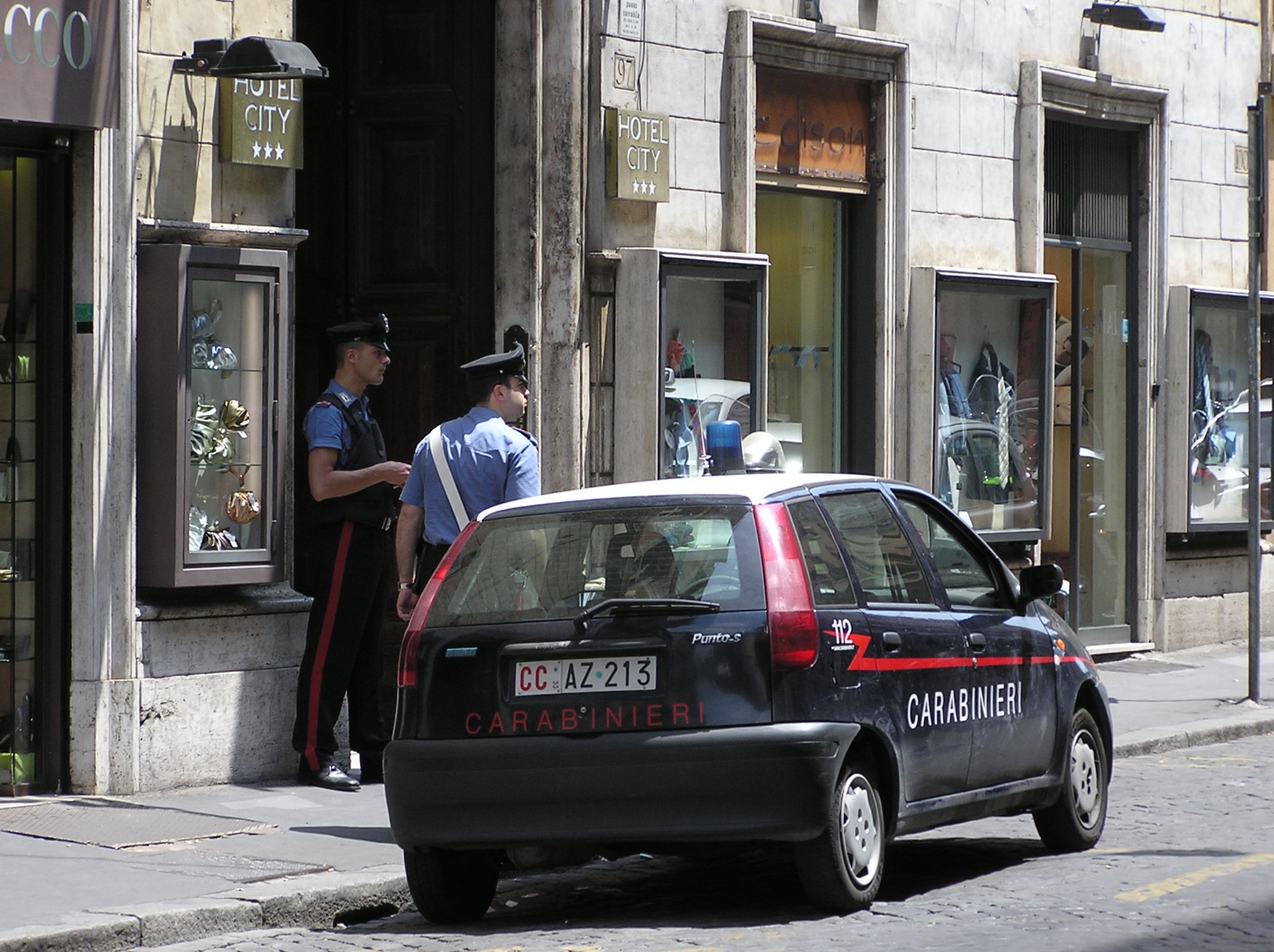
Carabinieri-bil i centrala Rom, i juni 2007.

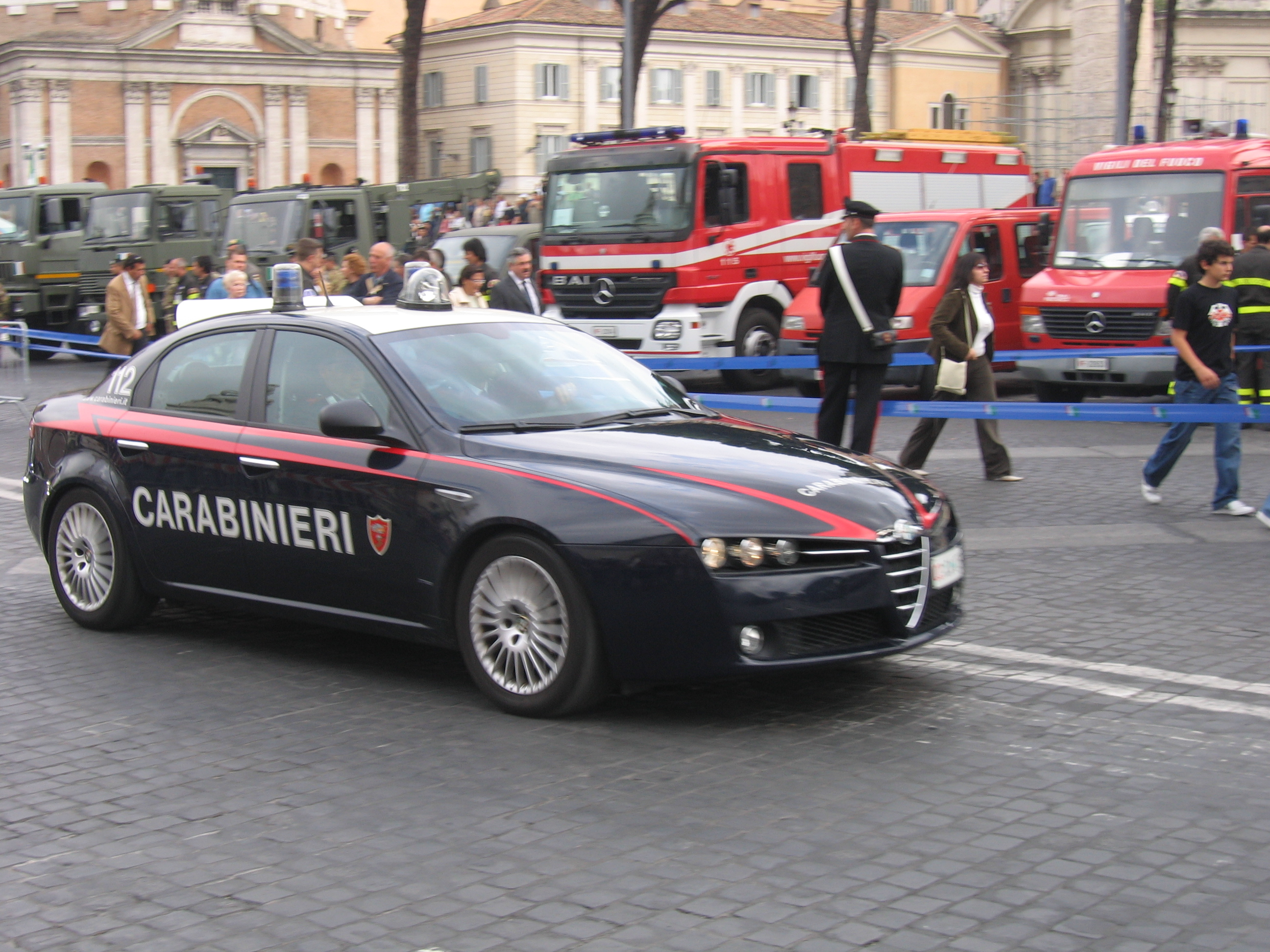
En Alfa Romeo 159 tillhörande Carabinieri den 2 juni 2007.

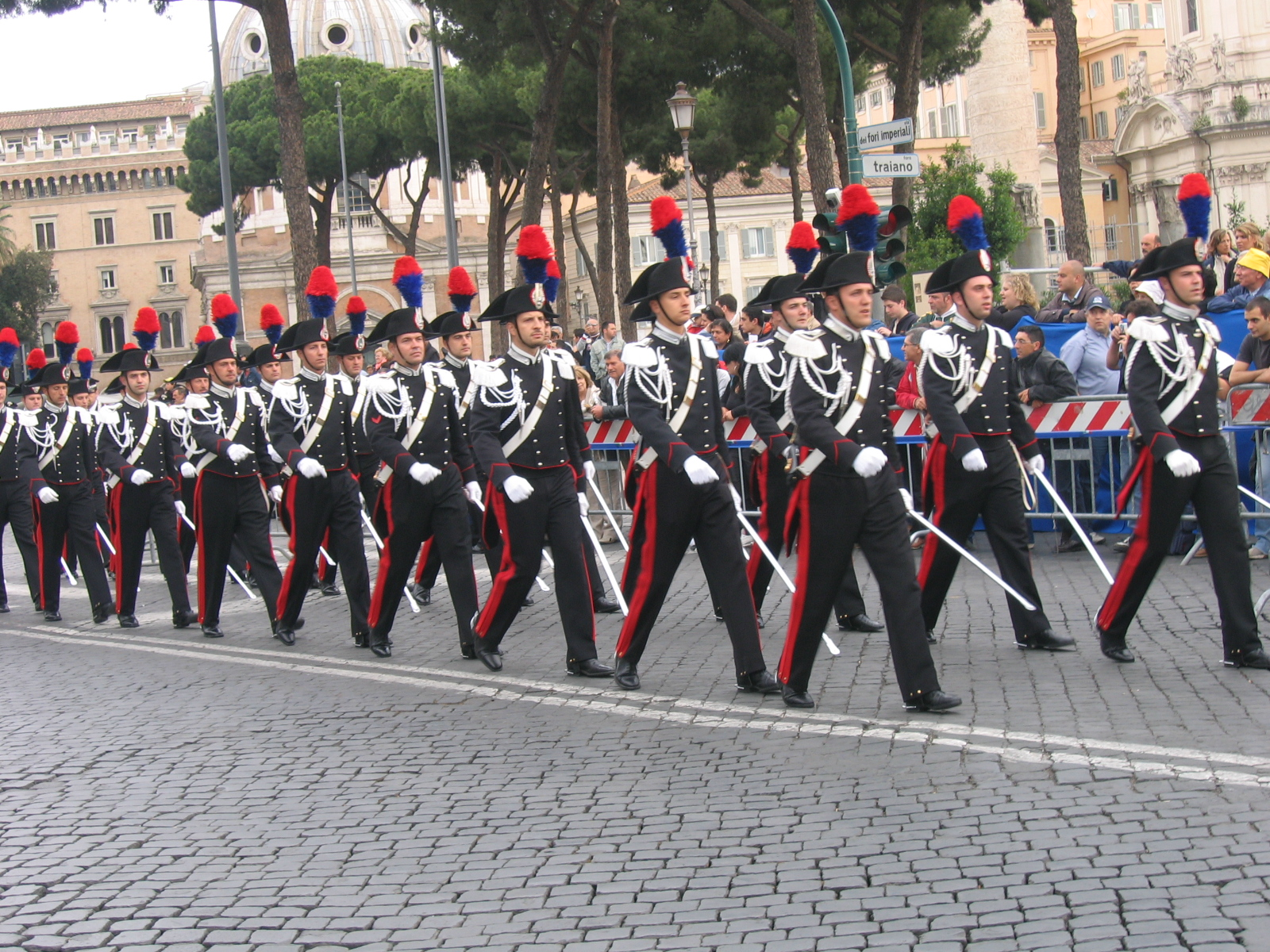
Carabinieri paraderar på Festa della Repubblica den 2 juni 2006.

### Central organisation
Karabinjärkårens centrala organisation utgörs av chefen för karabinjärkåren, ställföreträdande chefen för karabinjärkåren och karabinjärkårens generalstab.

### Territoriell organisation
Karabinjärkåren indelas territoriellt i fem nivåer.
- Fem högre regionala kommandon - Comando Interregionale - under generallöjtnanter. Ligger på samma organisatoriska nivå som Italiens militärområden.

- 19 regionala kommandon - Comando di Regione - under generalmajorer eller brigadgeneraler. Ligger på samma organisatoriska nivå som Italiens regioner.

- 102 provinskommandon - Comando Provinciale - under brigadgeneraler, överstar eller överstelöjtnanter. Ligger på samma organisatoriska nivå som Italiens provinser (län).

- 537 bataljons- eller kompanikommandon - Comando di Gruppo o Compagnia - under överstelöjtnanter, majorer eller kaptener. Motsvarar polisdistrikt.

- 4 671 karabinjärstationer - Tenenze/Stazione. Stora polisstationer (tenenze) står under befäl av en officer, små (stazione) har en underofficer som chef.

### Mobila förband och specialförband
Under kommandot för mobila förband och specialförband - Comando delle Unità Mobili e Specializzate - lyder kommandot för mobila förband, kommandot för specialförband och specialoperativa gruppen.
Under kommandot för mobila förband lyder första och andra mobila brigaderna med karabinjärkavalleriregementet, 11 beredskapspolisbataljoner, fallskärmsjägarregementet "Tuscania", karabinjärernas nationella insatsstyrka - Gruppo di intervento speciale (GIS) med mera.
Under kommandot för specialförband lyder ett antal specialiserade och tekniska enheter, till exempel karabinjärkommandot för utrikesdepartementet som svarar för skyddet av Italiens utländska beskickningar och karabinjärkommandot för miljön som bekämpar miljöbrott.
Specialoperativa gruppen - Raggruppamento Operativo Speciale - har ett övergripande ansvar inom karabinjärkåren för att bekämpa den organiserade brottsligheten.

## Personal

### Carabinieri e Appuntati = Polisassistenter
Sedan 2006 finns det 63 402 polisassistenttjänster (inklusive aspiranter) i karabinjärkåren. Polisaspiranterna rekryteras bland ogifta män och kvinnor med genomgången grundskola och genomförd ett års frivillig militärtjänst (VFP1).
| Grad                | Gradbeteckning |
| ------------------- | -------------- |
| Allievo Carabiniere | ..             |
| Carabiniere         |                |
| Carabiniere Scelto  |                |
| Appuntato           |                |
| Appuntato Scelto    |                |

### Sovrintendenti = Polisinspektörer
Det fanns 20 338 polisinspektörstjänster 2009. Polisinspektörsaspiranterna rekryteras bland polisassistenterna. De utbildas vid karabinjärkårens polisinspektörskolan i Velletri.
| Grad            | Gradbeteckning |
| --------------- | -------------- |
| Vice Brigadiere |                |
| Brigadiere      |                |
| Brigadiere Capo |                |

### Ispettori = Poliskommissarier
Det fanns 30 139 poliskommissarietjänster 2009. Poliskommissarieaspiranterna direktrekryteras till 70 % bland män och kvinnor med studentexamen. Utbildningen är två år. Resten av kommissarieaspiranterna rekryteras bland polisassistenter och polisinspektörer. Deras utbildning är ett år. Utbildningen genomgås vid karabinjärkårens kommissarieskolor i Florens och Velletri.
| Grad                           | Gradbeteckning |
| ------------------------------ | -------------- |
| Maresciallo                    |                |
| Maresciallo Ordinario          |                |
| Maresciallo Capo               |                |
| Primo Maresciallo              |                |
| Primo Maresciallo Luogotenente |                |

### Ufficiali = Polischefer

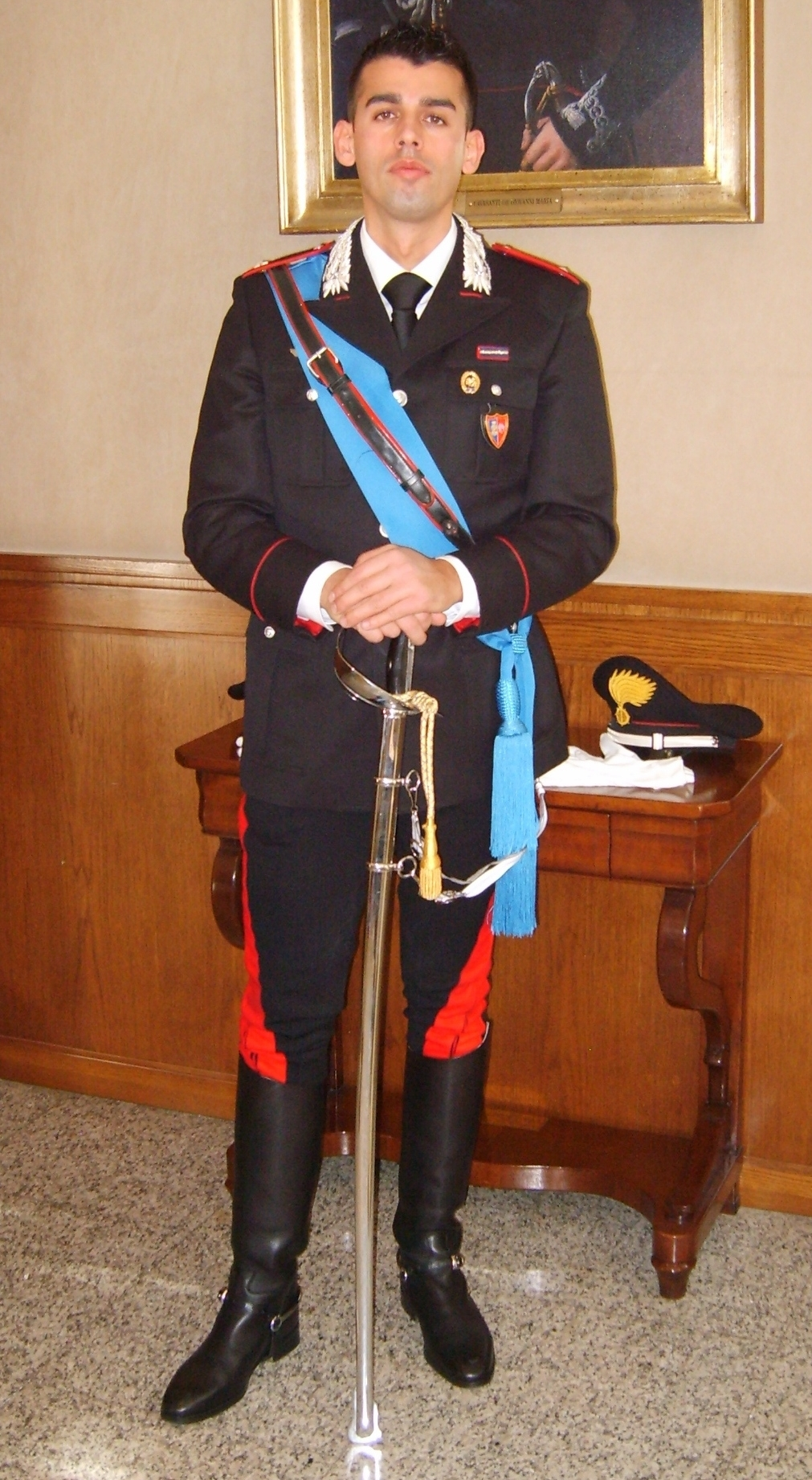
Karabinjärofficer (löjtnant) i paraddräkt.

Det fanns 2009 4 390 polischefstjänster. Av dessa var 1 881 normalrekryterade tjänster, 1 506 specialrekryterade tjänster, 410 tekniskt-vetenskapliga tjänster(läkare, apotekare, veterinärer, kemister, fysiker med mera), 410 korttidstjänster, 102 tjänster vid arméns militärhögskola och 81 extraordinarie polischefstjänster.
Polischefsaspiranterna normalrekryteras bland män och kvinnor med studentexamen. De genomgår fem års utbildning, de första två åren vid den italienska arméns militärhögskola i Modena (l'Accademia Militare di Modena), de nästa tre vid karabinjärkårens militärhögskola (Scuola Ufficiali Carabinieri) i Rom. Utbildningen avslutas med juristexamen. Dessutom kan den som vill gå upp för examen i Scienze della sicurezza interna ed esterna (säkerhetsvetenskap) vid Università di Roma Tor Vergata. Efter två år utnämns aspiranten till fänrik, efter avslutad utbildning till löjtnant.
Polischefsaspiranter specialrekryteras bland poliskommissarierna, från polischefer i reserven samt från polischefer med korttidstjänst. Tekniskt-vetenskapliga polischefstjänster rekryteras bland dem som avlagt vederbörligt akademisk examen (läkarexamen, apotekarexamen, veterinärexamen etcetera). Sedan 2003 finns det också polischefer i korttidstjänst - 30 månaders anställning. Anställningskravet är studentexamen, utom för korttidstjänst inom det tekniskt-vetenskapliga området, där det är vederbörlig akademisk examen. Efter anställning genomgås en kortare utbildning.
| Grad                                                | Gradbeteckning |
| --------------------------------------------------- | -------------- |
| Sottotenente                                        |                |
| Tenente                                             |                |
| Capitano                                            |                |
| Maggiore                                            |                |
| Tenente Colonnello                                  |                |
| Colonnello                                          |                |
| Generale di Brigata                                 |                |
| Generale di Divisione                               |                |
| Generale di Corpo d'Armata                          |                |
| Generale di Corpo d'Armata Vice Comandante Generale |                |
| Generale di Corpo d'Armata Comandante Generale      |                |